# Краснооктябрьский сельский округ (Московская область)
Краснооктябрьский сельский округ — упразднённая административно-территориальная единица, существовавшая на территории Рузского района Московской области в 1994—2006 годах.
Краснооктябрьский сельсовет был образован 14 июня 1954 года в состав Рузского района Московской области путём объединения Васильевского, Григоровского и Трутеевского с/с.
31 июля 1959 года к Краснооктябрьскому с/с были присоединены селения Игнатьево, Марково, Молодиково, Морево, Ожигово, Петрово, Томшина Гора и Хрущёво упразднённого Моревского с/с.
12 декабря 1959 года из Краснооктябрьского с/с в черту рабочего посёлка Тучково было передано селение Люблино, а в его же административное подчинение — территория автодорожного техникума и лесной школы № 5.
1 февраля 1963 года Рузский район был упразднён и Краснооктябрьский с/с вошёл в Можайский сельский район. 11 января 1965 года Краснооктябрьский с/с был возвращён в восстановленный Рузский район.
27 декабря 1968 года из Краснооктябрьского с/с в Никольский с/с Одинцовского района было передано селение Агафоново.
28 марта 1977 года из Краснооктябрьского с/с в Одинцовский район были переданы селение Полушкино и посёлок торфопредприятия (при этом был образован Крымский с/с).
30 мая 1978 года в Краснооктябрьском с/с было упразднено селение Томшина Гора.
3 февраля 1994 года Краснооктябрьский с/с был преобразован в Краснооктябрьский сельский округ.
19 апреля 2001 года из Краснооктябрьского с/с в состав р.п. Тучково было передано селение Петрово.
В ходе муниципальной реформы 2004—2005 годов Краснооктябрьский сельский округ прекратил своё существование как муниципальная единица. При этом все его населённые пункты были переданы в сельское поселение Колюбакинское.
29 ноября 2006 года Краснооктябрьский сельский округ исключён из учётных данных административно-территориальных и территориальных единиц Московской области.